# Azilia formosa
Espèce
Azilia formosa est une espèce d'araignées aranéomorphes de la famille des Tetragnathidae.

## Distribution
Cette espèce est endémique du Pérou.

## Description
La femelle holotype mesure 8,5 mm.

## Publication originale
- Keyserling, 1881 : Neue Spinnen aus Amerika. III. Verhandlungen der kaiserlich-königlichen zoologisch-botanischen Gesellschaft in Wien, vol. 31, p. 269-314 (texte intégral).